# Avvistamento di Teheran
L'avvistamento di Teheran rappresenta un caso di avvistamento radar e visivo di oggetto volante non identificato (UFO) su Teheran, capitale dell'Iran, nelle prime ore della mattinata del 19 settembre 1976.
Il caso è noto per l'interferenza magnetica registrata da alcuni velivoli nell'approssimarsi all'oggetto non identificato: 2 F-4 Phantom II persero temporaneamente l'uso della strumentazione di bordo e delle comunicazioni nell'avvicinamento. Uno dei due velivoli constatò inoltre l'impossibilità di utilizzare il sistema degli armamenti al momento di fare fuoco.

## Cronologia degli eventi
Alle ore 0.30 del 19 settembre 1976 la base aerea di Mehrebad riceve da un controllore di volo, Perouzi, la segnalazione della presenza di una luce brillante in cielo. Il generale Yousefi, comandante della base, ordina un controllo radar, che dà esito negativo. Il generale comunque decide di inviare in ricognizione un caccia, pilotato dal capitano Azizkhani; durante il volo, il caccia ha un black out nelle comunicazioni radio e rientra alla base.
Viene pertanto fatto decollare un secondo caccia, pilotato dal tenente Jafari. Il pilota avvista l'oggetto, che ha una luce brillante variabile tra il rosso, il giallo e l'arancione. In seguito l'oggetto spara un oggetto brillante, il pilota tenta di lanciare un missile, ma il sistema di lancio non funziona. L'aereo fa allora una manovra e schiva l'oggetto di pochi metri e in seguito rientra alla base. Durante il rientro, Jafari vede un altro oggetto luminoso attraversare il cielo. Il giorno seguente, un elicottero perlustra la zona per rilevare eventuali tracce di atterraggio, ma non viene trovato nulla.
Sull'accaduto vi fu un'inchiesta condotta dal generale Azarbarzin, che interrogò i testimoni dell'avvistamento.

## Documentazione militare
L'evento è stato illustrato in un documento di 4 pagine della Agenzia di intelligence della difesa (DIA) destinato alla Casa Bianca, al Segretario di Stato, al capo dello staff, all'Agenzia di Sicurezza Nazionale (NSA) e alla CIA (Central Intelligence Agency). La conclusione della DIA fu che "questo è un classico caso che incontra i requisiti necessari per legittimare uno studio sul fenomeno UFO", come riportato dal tenente Jafari (poi divenuto generale).
Rimane uno degli incontri militari meglio documentati della storia su fenomeni ufologici: ufficiali militari iraniani coinvolti nell'avvistamento, tra cui il generale Jafari, hanno dichiarato di essere convinti che l'oggetto non potesse essere di origine terrestre. Anche militari statunitensi, come il maggiore George Filer III, hanno testimoniato sull'evento.

## Spiegazioni degli scettici
Secondo Philip J. Klass l'UFO osservato era in realtà il pianeta Giove, che in quel periodo era molto brillante; il malfunzionamento della strumentazione degli aerei e l'incompetenza dei piloti spiegherebbe il resto. L'interpretazione di Klass è stata contestata da Jerome Clark e anche da Bruce Maccabee, che ha condotto un'indagine sull'avvistamento.
Altri scettici hanno invece chiamato in causa una meteora.

## Galleria d'immagini

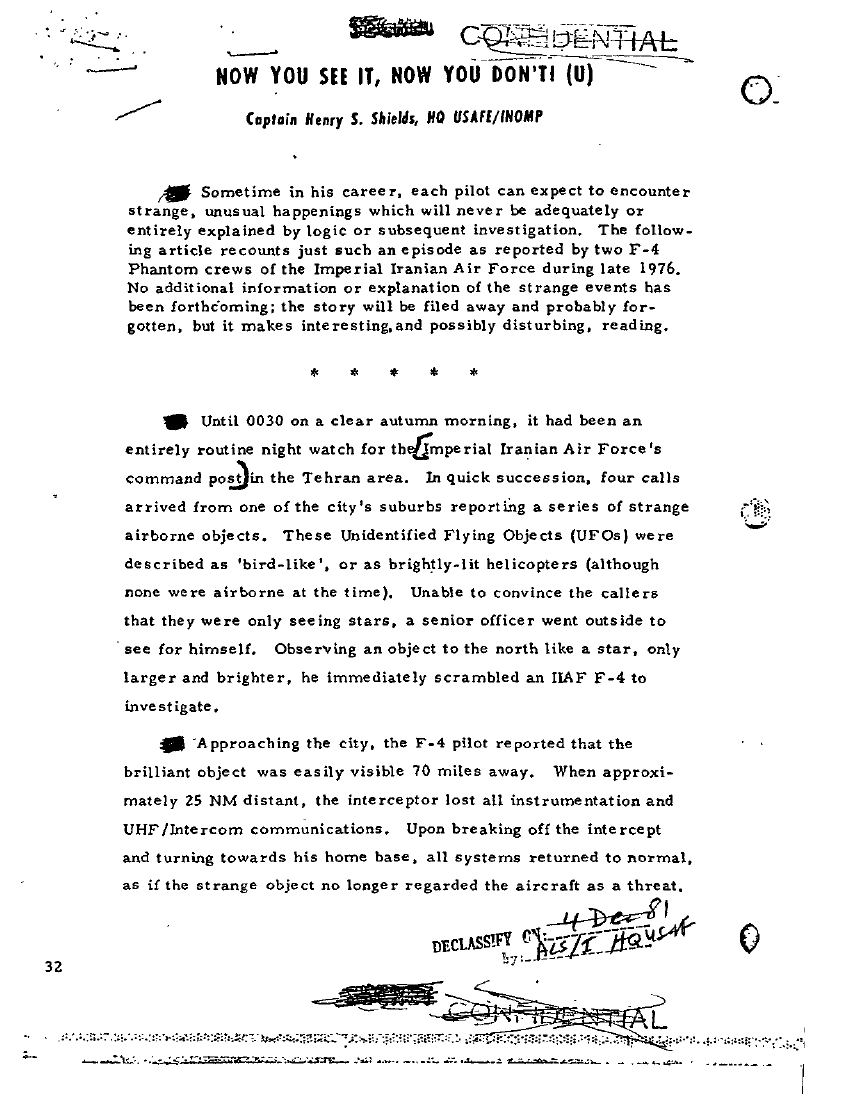
US Air Force files on the incident (page 1)
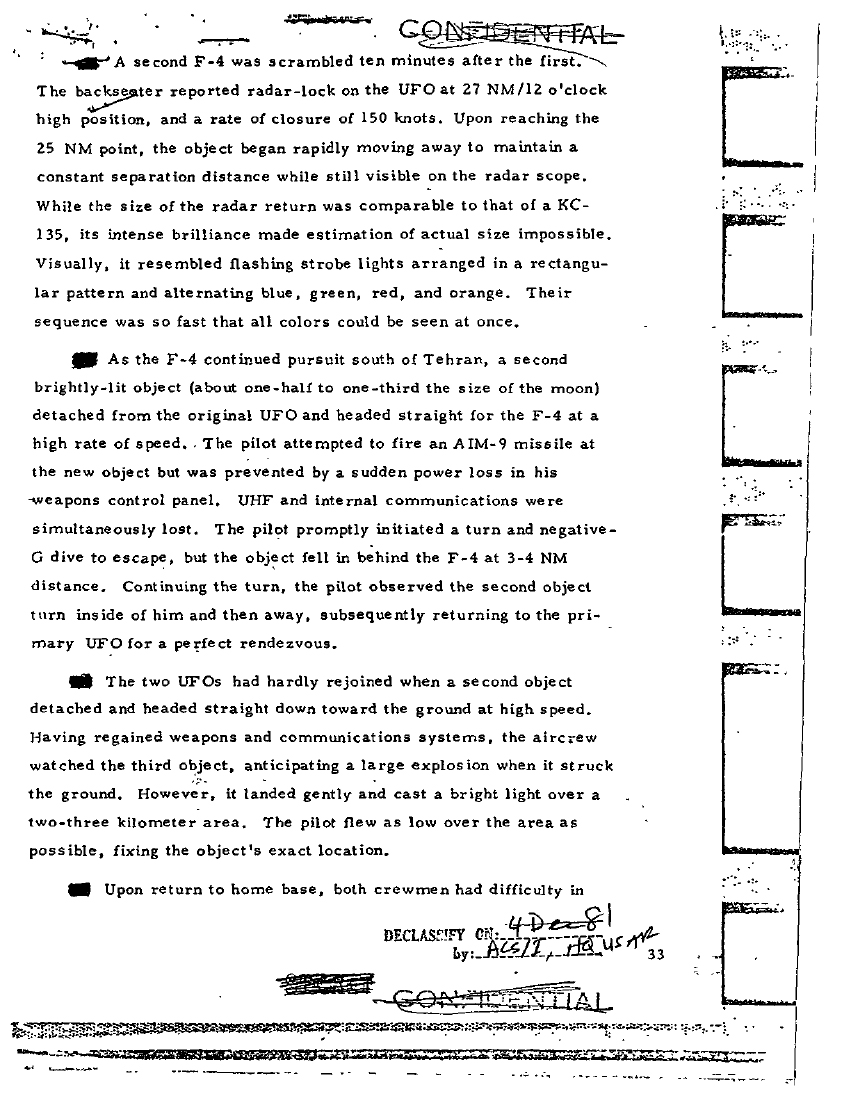
US Air Force files on the incident (page 2)
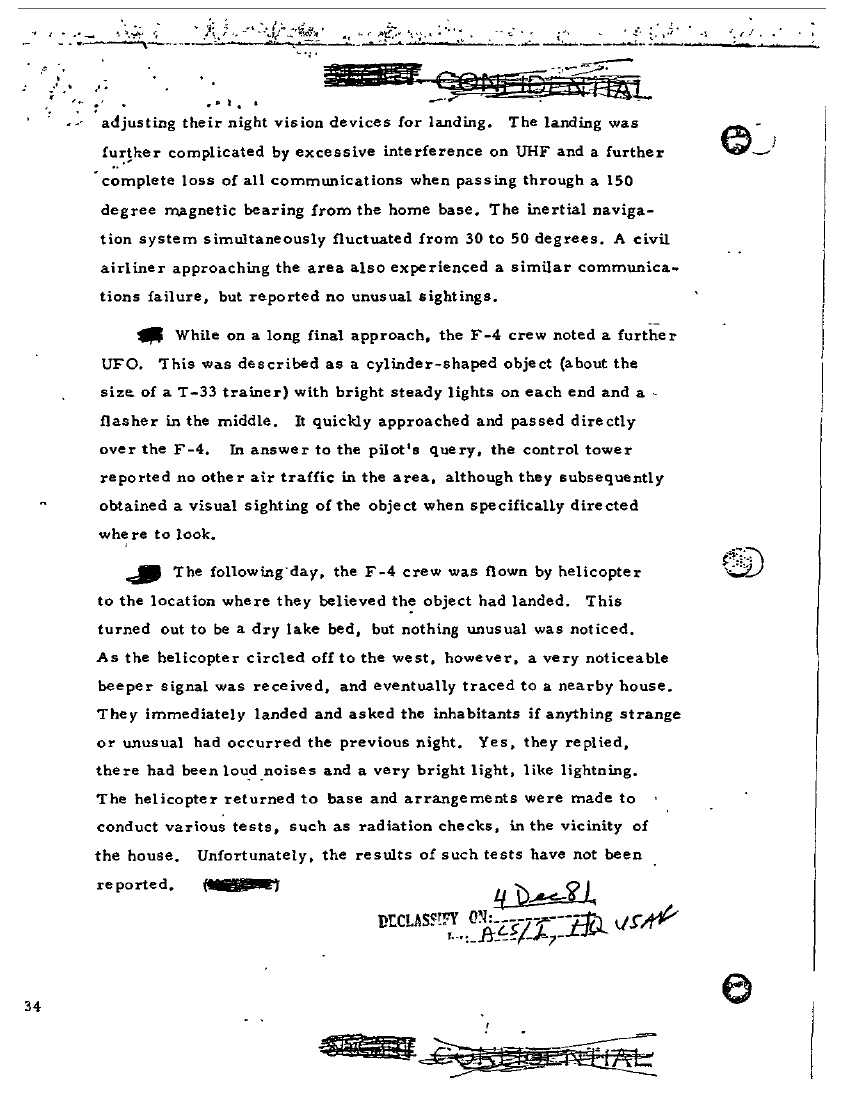
US Air Force files on the incident (page 3)

### Video su YouTube
- "UFO Close Encounters" conferenza stampa presso il National Press Club; testimonianza del generale Jafari: min. 6:12 circa;
- "The Disclosure Project" Testimonianza del maggiore Filer III al convegno: 7di12 min.:6:40]